# Mouvement populaire Zoram
 (décembre 2023).
La mise en forme du texte ne suit pas les recommandations de Wikipédia : il faut le « wikifier ».
Les points d'amélioration suivants sont les cas les plus fréquents. Le détail des points à revoir est peut-être précisé sur la page de discussion.
- Les titres sont pré-formatés par le logiciel. Ils ne sont ni en capitales, ni en gras.
- Le texte ne doit pas être écrit en capitales (les noms de famille non plus), ni en gras, ni en italique, ni en « petit »…
- Le gras n'est utilisé que pour surligner le titre de l'article dans l'introduction, une seule fois.
- L'italique est rarement utilisé : mots en langue étrangère, titres d'œuvres, noms de bateaux, etc.
- Les citations ne sont pas en italique mais en corps de texte normal. Elles sont entourées par des guillemets français : « et ».
- Les listes à puces sont à éviter, des paragraphes rédigés étant largement préférés. Les tableaux sont à réserver à la présentation de données structurées (résultats, etc.).
- Les appels de note de bas de page (petits chiffres en exposant, introduits par l'outil «  Source ») sont à placer entre la fin de phrase et le point final[comme ça].
- Les liens internes (vers d'autres articles de Wikipédia) sont à choisir avec parcimonie. Créez des liens vers des articles approfondissant le sujet. Les termes génériques sans rapport avec le sujet sont à éviter, ainsi que les répétitions de liens vers un même terme.
- Les liens externes sont à placer uniquement dans une section « Liens externes », à la fin de l'article. Ces liens sont à choisir avec parcimonie suivant les règles définies. Si un lien sert de source à l'article, son insertion dans le texte est à faire par les notes de bas de page.
- La présentation des références doit suivre les conventions bibliographiques. Il est recommandé d'utiliser les modèles {{Ouvrage}}, {{Chapitre}}, {{Article}}, {{Lien web}} et/ou {{Bibliographie}}. Le mode d'édition visuel peut mettre en forme automatiquement les références.
- Insérer une infobox (cadre d'informations à droite) n'est pas obligatoire pour parachever la mise en page.

Pour une aide détaillée, merci de consulter Aide:Wikification.
Si vous pensez que ces points ont été résolus, vous pouvez retirer ce bandeau et améliorer la mise en forme d'un autre article.
 (décembre 2023).
Le Mouvement populaire Zoram (Zoram People's Movement : ZPM) est une alliance de six partis régionaux indiens formés sous la direction du MLA et ancien officier de l'IPS Lalduhoma.

## Programme
Le parti soutient la laïcité et la protection des minorités religieuses en Inde. Lors des sondages de l'Assemblée du Mizoram de 2023, le parti a remporté 27 sièges sur 40 et Lalduhoma est devenu le ministre en chef du Mizoram.

## Composition
Le Mouvement populaire de Zoram a commencé comme une alliance entre 6 partis régionaux : la Conférence populaire du Mizoram, le Parti nationaliste de Zoram, le Mouvement d'exode de Zoram, le Front de décentralisation de Zoram, le Front de réforme de Zoram et le Parti populaire de Mizoram. Plus tard, tous ces partis ont fusionné en un seul. En 2019, le ZPM s'est inscrit auprès de la commission électorale en tant que parti politique[réf. nécessaire].,.

## Histoire

### Création
Le Mouvement populaire Zoram a émergé lors des élections à l'Assemblée législative du Mizoram en 2018. Il a soutenu certains candidats indépendants qui se présentaient avec le même drapeau qu'eux, sous la même bannière, et a remporté 8 sièges. Par la suite, le Mouvement populaire Zoram a été réformé en parti politique. Le plus grand fondateur et parti politique de l'alliance, la Conférence populaire du Mizoram, l'a quitté en 2019  en raison du fait que le ZPM est devenu un parti politique.

### Élections législatives de 2018
Le Mouvement populaire de Zoram (ZPM) a contesté 36 sièges sur 40 lors des sondages de l'Assemblée du Mizoram (Inde du Nord-Est), et a remporté 8 sièges aux élections de 2018 à l'Assemblée législative du Mizoram Le Mouvement populaire de Zoram a été instauré pour créer une alternative politique au Front national du Mizo et au Congrès national indien du Mizoram. Ils ont présenté lors de leur campagne politique un programme basé sur une interdiction sur l’alcool, Le Mouvement populaire Zoram a été officiellement enregistré auprès de la Commission électorale indienne en juillet 2019 après avoir soumis une demande le 21 janvier 2019. Lors des élections à l'Assemblée législative du Mizoram en 2023, le parti a remporté 27 sièges sur 40 et a formé le gouvernement.

### Élections municipales de 2023
En 2023, le parti a remporté les 11 quartiers de la ville de Lunglei dans son nouveau conseil municipal.